# Langzeitbesucherraum
Als Langzeitbesucherraum (umgangssprachlich oft Kuschelzelle genannt) werden in österreichischen Justizanstalten jene Räumlichkeiten bezeichnet, in denen sich Strafgefangene für familiäre Besuche aufhalten können. Schwerverbrecher sind von der Benutzung dieser Hafträume ebenso ausgeschlossen wie jene Häftlinge, die bereits eine anderweitige Vollzugslockerung genießen.
Langzeitbesucherräume existieren bereits in den Justizanstalten Wien-Favoriten, Leoben, Stein, Suben, Wels und der Justizanstalt Schwarzau. Während in manchen Justizanstalten kaum Anträge auf Langzeitbesuche zu verzeichnen sind, wurden in der Justizanstalt Stein 88 genehmigte Treffen allein im ersten Halbjahr 2010 verzeichnet und aus diesem Grund ein zweiter Langzeitbesucherraum eingerichtet. Geschaffen wurden die Langzeitbesucherräume nach Vorbildern aus der Schweiz, Slowenien und der Ukraine.

## Gesetzliche Lage
„Zur Regelung wichtiger persönlicher, wirtschaftlicher oder rechtlicher Angelegenheiten, die weder schriftlich erledigt noch bis zur Entlassung aufgeschoben werden können, sowie zur Aufrechterhaltung familiärer und sonstiger persönlicher Bindungen ist den Strafgefangenen in geeigneten Räumlichkeiten Gelegenheit zum Empfang von Besuchen in hiefür angemessener Häufigkeit und Dauer, erforderlichenfalls auch außerhalb der Besuchszeiten, zu geben. Auf eine Überwachung solcher Besuche kann, soweit keine Bedenken bestehen, verzichtet werden.“

Seit der Strafvollzugsnovelle des Jahres 1993 existiert in Österreich der Paragraph 93 Absatz 2 in heutiger Form, welcher den Häftlingen einen besonderen Raum für Langzeitbesuche zusichert. Erstmals thematisiert wurde die Problematik allerdings erst im Jahr 2001, als ein zu lebenslanger Haft verurteilter Mörder und Räuber aus der Justizanstalt Graz-Karlau bis zum Obersten Gerichtshof ging mit dem Ansuchen auf Bewilligung von Sexualkontakten mit seiner Ehefrau. Zwar wurde der Antrag letztinstanzlich abgewiesen, jedoch wurde daraufhin die Einrichtung einer besonderen Räumlichkeit in der Justizanstalt Leoben eingeplant und verwirklicht. Grundsätzlich ist ein Antrag bei der Generaldirektion für den Strafvollzug und den Vollzug freiheitsentziehender Maßnahmen einzubringen, dem im Regelfall nach einer Prüfung zugestimmt wird.

## Kritik
In der Öffentlichkeit sorgen die als „Kuschelzellen“ bezeichneten Hafträume oft für Kritik, da angenommen wird, es handle sich dabei um Räumlichkeiten, die vorwiegend zur Ausübung des Geschlechtsverkehrs benutzt werden. Diese Kritik wird vom Bundesministerium für Justiz strikt zurückgewiesen. In offiziellen Aussendungen ist von der Hauptzielsetzung der Resozialisierung der Häftlinge die Rede. Zudem sollen die Langzeitbesucherräume insbesondere dem Erhalt familiärer Strukturen zukommen.
Kritik gänzlich anderer Art kommt auch von den Anstaltsleitern, die sich teilweise ebenfalls gegen die Einrichtung von Langzeitbesucherräumen wehren. In den meisten Fällen fehlt es an infrastrukturellen Möglichkeiten zur Einrichtung dieser Räume, weshalb oftmals durch die Anstaltsleitung argumentiert wird, dass in der betreffenden Justizanstalt keine Gefangenen vorhanden seien, auf welche die entsprechenden Vorschriften zuträfen.